# Neuvième gouvernement de Nouvelle-Calédonie
Nouvelle-Calédonie
Gouvernement Gomès Gouvernement Martin IV
Le neuvième gouvernement de la Nouvelle-Calédonie formé depuis l'Accord de Nouméa, dit troisième gouvernement Martin ou gouvernement Martin III, est élu le 3 mars 2011. Le huitième gouvernement (dit « gouvernement Gomès »), était démissionnaire de plein droit depuis le 17 février, date de la démission en bloc des membres de la liste FLNKS présentée en 2009 pour l'élection de ce gouvernement. Le 25 février, le Congrès a fixé, par délibération, le nombre de membres du nouveau gouvernement à former à 11, soit le maximum prévu par la loi organique. Quatre listes ont ensuite été présentées. 
Sitôt le résultat de cette élection proclamé, le président du Congrès, Harold Martin a donné lecture de la convocation du haut-commissaire de la République, afin que les membres du gouvernement se réunissent pour élire leurs président et vice-président. Au même moment, Calédonie ensemble notifiait au Haut-commissariat et au secrétariat général du Congrès la démission de 13 des 14 membres de sa liste. Cette démission a également été immédiatement notifiée au doyen d'âge des membres du gouvernement, Jean-Claude Briault (Rassemblement-UMP), qui présidait de droit la réunion visant à l'élection du nouveau chef de l'exécutif local. Étant incomplet du fait de ces démissions, ce gouvernement est devenu immédiatement démissionnaire. Cette stratégie avait été annoncée avant même la chute du précédent exécutif, et vise à empêcher l'installation d'un nouveau gouvernement, afin de pousser à une dissolution du Congrès et des Assemblées de Provinces et à l'organisation d'élections anticipées).  
Bien que Calédonie ensemble, s'appuyant sur un avis du président du tribunal administratif de la Nouvelle-Calédonie en date du 24 février 2011, estime qu'un gouvernement ainsi incomplet ne puisse valablement procéder à l'élection de son président, cette dernière a bien lieu le jour même. Harold Martin (Avenir ensemble) a été élu président, ayant recueilli 8 voix (celles des listes Rassemblement-UMP - Avenir ensemble-LMD et FLNKS), 3 membres du gouvernement ayant voté blanc (ceux des listes Calédonie ensemble et UNI). Gilbert Tyuienon (FLNKS-UC) a ensuite été élu vice-président, avec la même répartition des voix. 
Ce gouvernement doit gérer les affaires courantes jusqu'à l'élection d'un nouveau gouvernement, qui a lieu le 17 mars 2011.
Calédonie ensemble a annoncé le 4 mars 2011 qu'un recours contentieux serait déposé le lendemain auprès du Conseil d’État contre l’élection du président et du vice-président du gouvernement, ce qui, le cas échéant, aurait redonné au gouvernement précédent, présidé par Philippe Gomès, et non pas au gouvernement présidé par Harold Martin, la responsabilité d’expédier les affaires courantes. Cependant, le Conseil d’État valide cette élection le 8 avril 2011 en rejetant la requête de Calédonie ensemble, estimant que les démissions de ce parti « n’ont été organisées que dans le seul but de paralyser la constitution complète du gouvernement et d’empêcher le fonctionnement normal des institutions, visaient à vicier la régularité de l’élection du président et du vice-président » et revêtaient « le caractère d'une manœuvre électorale ». Calédonie ensemble a également annoncé qu'il contesterait devant le tribunal administratif toute délibération de répartition des secteurs de compétences au sein du nouvel exécutif, au motif qu'une telle délibération n'entrerait pas dans la catégorie des « affaires courantes ». Cette distribution a pourtant lieu le 11 mars 2011, chacun des secteurs étant en plus regroupé en neuf « pôles de compétences » au sein desquels les membres, à la fois indépendantistes et anti-indépendantistes, prennent les décisions en commun même s'ils conservent l'animation et le contrôle de sujets particuliers.

## Gouvernement précédent
Gouvernement Gomès.

## Gouvernement suivant
Gouvernement Martin IV

## Candidatures et élection[4]

### Listes
Les candidats indiqués en gras sont ceux membres du Congrès, élus en 2009. 

### Résultats
|       | Liste                                   | Votes | %     | Sièges au Gouvernement | Détail du vote                                                                           |
| ----- | --------------------------------------- | ----- | ----- | ---------------------- | ---------------------------------------------------------------------------------------- |
|       | Rassemblement-UMP - Avenir ensemble-LMD | 19    | 35,19 | 4                      | 13 Rassemblement-UMP, 6 Avenir ensemble                                                  |
|       | « Entente » du FLNKS                    | 16    | 29,63 | 4                      | Les 12 du groupe FLNKS (9 UC, 1 Palika, 1 RDO, 1 UC Renouveau), 4 Travaillistes          |
|       | Calédonie ensemble                      | 12    | 22,22 | 2                      | 10 Calédonie ensemble, 1 RPC (Jean-Luc Régent), 1 non inscrite ex-RPC (Nathalie Brizard) |
|       | UNI                                     | 7     | 12,96 | 1                      | Les 6 du groupe UNI (tous Palika), 1 LKS (Nidoïsh Naisseline)                            |
| Total | Total                                   | 54    | 100   | 11                     | -                                                                                        |

## Présidence et vice-présidence
- Président : Harold Martin
- Vice-président : Gilbert Tyuienon

## Composition
Le 9e gouvernement de la Nouvelle-Calédonie comporte 11 membres, dont 1 élu démissionnaire avec ses suivants de liste. 

### Issus de la liste des groupesRassemblement-UMPetAvenir ensemble-LMD

#### Membres de l'Avenir ensemble
| Personnalité    | Secteurs de compétence | Autres fonctions                                                                          | Profession                                                                | Commune - Province   |
| --------------- | --- | ----------------------------------------------------------------------------------------- | ------------------------------------------------------------------------- | -------------------- |
| Harold Martin   | Président Transport aérien international - Douanes - Agriculture, Élevage, Pêche Coopération régionale et Relations extérieures Coordination avec les Provinces - Suivi des décisions du Comité des signataires | Maire de Païta Président du Congrès Déjà président du gouvernement auparavant (2007-2009) | Gérant d'organismes agricoles                                             | Païta, Province Sud  |
| Sylvie Robineau | Formation professionnelle - Santé - Protection sociale Handicap - Solidarité - Suivi du Médipôle de Koutio |                                                                                           | Conseillère d'orientation-psychologue Gérante d'organisme sociaux publics | Nouméa, Province Sud |

#### Membres duRassemblement-UMP
| Personnalité        | Secteurs de compétence | Autres fonctions              | Profession                                                     | Commune - Province   |
| ------------------- | --- | ----------------------------- | -------------------------------------------------------------- | -------------------- |
| Sonia Backes        | Énergie - Budget - Finances - Fiscalité - Économie numérique Questions liées à la Communication audiovisuelle - Commission du CSA-NC Enseignement supérieur - Recherche - Transfert de l'enseignement Porte-parole            |                               | Informaticienne Fonctionnaire territorial Dirigeante syndicale | Nouméa, Province Sud |
| Jean-Claude Briault | Jeunesse - Sports - Jeux du Pacifique de 2011 Dialogue social - Questions de société Francophonie - Coordination avec les Provinces - Suivi des décisions du Comité des signataires Relations avec le Congrès et les communes | 6e adjoint au maire de Nouméa | Fonctionnaire, journaliste                                     | Nouméa, Province Sud |

### Issus de la liste du groupeFLNKS

#### Membres de l'UC
| Personnalité     | Secteurs de compétence | Autres fonctions | Profession                | Commune - Province      |
| ---------------- | --- | ---------------- | ------------------------- | ----------------------- |
| Gilbert Tyuienon | Vice-président Infrastructures publiques - Transports aérien domestique, terrestre et maritime - Mines Suivi du Schéma d'aménagement NC 2025 - Sécurité routière Coordination avec les Provinces - Suivi des décisions du Comité des signataires | Maire de Canala  | Fonctionnaire territorial | Canala, Province Nord   |
| Anthony Lecren   | Économie - Commerce extérieur - Développement durable Questions liées au Logement - Aménagement foncier - Transfert de l'ADRAF Commission du CSA-NC - Relations avec le CES                                                                      |                  | Chargé d'affaires         | Mont-Dore, Province Sud |

#### Membre duParti travailliste
| Personnalité     | Secteurs de compétence | Autres fonctions | Profession                                            | Commune - Province      |
| ---------------- | --- | --- | ----------------------------------------------------- | ----------------------- |
| Georges Mandaoué | Travail et emploi - Insertion professionnelle Identité kanak et Affaires coutumières Coopération régionale et Relations extérieures Relations avec le Sénat coutumier et les Conseils coutumiers | Conseiller municipal d'opposition de Houaïlou Ancien président du Sénat coutumier (2001-2002) Ancien sénateur coutumier de l'aire Ajië-Aro (1999-2009) | Autorité coutumière kanak Agent de l'OPT Syndicaliste | Houaïlou, Province Nord |

#### Membre duRDO
| Personnalité | Secteurs de compétence | Autres fonctions | Profession                    | Commune - Province      |
| ------------ | --- | ---------------- | ----------------------------- | ----------------------- |
| Yvon Faua    | Fonction publique - Qualité du service public et Simplification administrative Enseignement - Transfert de l'enseignement |                  | Instituteur Directeur d'école | Mont-Dore, Province Sud |

### Issus de la liste du groupeCalédonie ensemble

#### Membre non démissionnaire
| Personnalité   | Secteurs de compétence                                                                       | Autres fonctions | Profession                | Commune - Province   |
| -------------- | -------------------------------------------------------------------------------------------- | --- | ------------------------- | -------------------- |
| Philippe Gomès | Transferts de la sécurité civile, du droit civil et commercial et des règles de l'état civil | Ancien Maire de La Foa (1989-2008) Ancien président de la Province Sud (2004-2009) Ancien Président du Gouvernement (2009-2011) | Fonctionnaire territorial | La Foa, Province Sud |

#### Membre élu mais démissionnaire
| Personnalité     | Secteurs de compétence                                                                                 | Autres fonctions | Profession                                                              | Commune - Province   |
| ---------------- | --- | ---------------- | ----------------------------------------------------------------------- | -------------------- |
| Philippe Dunoyer | Transfert de la circulation aérienne et maritime - Préparation des transferts prévus dans l'article 27 |                  | Fonctionnaire territorial Ancien directeur de cabinet de Philippe Gomès | Nouméa, Province Sud |

### Issue de la liste du groupeUNI
| Personnalité | Secteurs de compétence | Autres fonctions | Profession                                      | Commune - Province         |
| ------------ | --- | ---------------- | ----------------------------------------------- | -------------------------- |
| Déwé Gorodey | Culture - Condition féminine - Citoyenneté Coordination avec les Provinces - Suivi des décisions du Comité des signataires |                  | Enseignante, conteuse en langues kanak Écrivain | Ponérihouen, Province Nord |

## Pôles de compétences
Les neuf pôles de compétences créés pour la première fois dans un but de symboliser : « la collégialité au quotidien et dans tous les secteurs », sont :
1. aménagement du territoire : Équipement et Infrastructures, Transports aérien domestique et international, terrestre et maritime, Sécurité routière, Mines, Schéma d'aménagement NC 2025 et Énergie (Gilbert Tyuienon, Harold Martin et Sonia Backes) ;
2. administration, finances et nouvelles technologies : Fonction publique, Affaires administratives, Budget et Finances, Fiscalité, Économie numérique, [[Nouvelle-Calédonie 1re|Communication audiovisuelle]] et Commission du CSA-NC (Sonia Backes, Yvon Faua et Anthony Lecren) ;
3. enseignement, formation et éducation : Enseignement primaire, secondaire et supérieur, Recherche, Formation professionnelle, Jeunesse et Sports (Yvon Faua, Jean-Claude Briault, Sonia Backes et Sylvie Robineau) ;
4. économique et social : Économie, Commerce extérieur, Développement durable, Douanes, Travail et emploi, Insertion professionnelle, Dialogue social, Agriculture, Élevage, Pêche et Suivi des questions d'Aménagement foncier (Anthony Lecren, Harold Martin, Georges Mandaoué et Jean-Claude Briault) ;
5. citoyenneté et questions de société : Identité kanak et Affaires coutumières, Culture, Condition féminine, Citoyenneté et Questions de société (Déwé Gorodey, Georges Mandaoué et Jean-Claude Briault) ;
6. actions sanitaires et sociales et solidarité : Santé, Protection sociale, Handicap et Solidarité, Suivi du Médipôle de Koutio et Questions liées au logement (Sylvie Robineau et Anthony Lecren) ;
7. transferts de compétences : de l'enseignement, de l'ADRAF, de la sécurité civile, du droit civil et commercial, des règles de l'état civil et de la circulation aérienne et maritime et préparation des transferts prévus dans l'article 27 (Yvon Faua, Sonia Backes, Anthony Lecren, Philippe Gomès et Philippe Dunoyer) ;
8. relations extérieures : Francophonie et Relations extérieures (Harold Martin, Georges Mandaoué et Jean-Claude Briault) ;
9. relations intercollectivités : Coordination de la politique du gouvernement avec les Provinces, Coordination du suivi des décisions du Comité des signataires, Relations avec le Congrès, le Conseil économique et social, le Sénat coutumier et les communes (Jean-Claude Briault, Harold Martin, Gilbert Tyuienon, Déwé Gorodey, Anthony Lecren et Georges Mandaoué).